# Roderick Taylor
Roderick Taylor, parfois nommé Rod Taylor ou Roderick Falconer, est un poète, chanteur, scénariste, producteur de télévision et réalisateur américain. Il collabore fréquemment avec son fils Bruce A. Taylor, également scénariste et producteur de télévision.

## Carrière
Taylor détient une maîtrise de l'Université de Stanford, où il a été lauréat de la bourse Stegner en poésie. Il y retournera en fin de carrière enseigner l'écriture créative,. Taylor est également lauréat de la bourse Woodrow Wilson et a reçu le prix de l'Academy of American Poets pour son premier recueil, Florida East Coast Champion (1972). 
À Stanford, Taylor se fait remarquer comme chanteur d'un groupe de rock, et commence à écrire des chansons. Il signe un contrat avec Asylum Records, le premier label de David Geffen, et entame une carrière musicale qui accouchera de cinq albums, les quatre derniers sous le pseudonyme Roderick Falconer.
À partir des années 1980, Taylor écrit pour la télévision et le cinéma, souvent avec son fils Bruce. Il signe le scénario de La Nuit des juges de Peter Hyams (1983), et ceux de divers téléfilms, comme Annihilator ou  Wild Horses (en), pour lequel il obtient un Silver Spur Award de la Western Writers of America. En 1985, il est également à l'origine de la série de science-fiction Otherworld (en), sur laquelle il combine les rôles de scénariste, narrateur et producteur exécutif, mais la série ne tient que quelques mois à l'antenne.
En 1998, il est encore scénariste, producteur et même réalisateur du téléfilm Inferno. En 2001, il prend part au scénario de American Outlaws, puis en 2007 à celui d'À vif. En 2009, il cosigne avec son fils Bruce le scénario du film d'horreur Open Graves. La même année, ils sont de nouveau à l'écriture ensemble sur The Surrogates, un projet de thriller basé sur le roman éponyme de Kathy Mackel (en), réalisé par Paul Verhoeven et avec Halle Berry dans le rôle principal. Mais le projet ne voit pas le jour,.

## Filmographie
Dans tout le paragraphe qui suit, Roderick Taylor apparaît comme scénariste, sauf mention complémentaire.

### Cinéma
- 1983 : La Nuit des juges
- 1990 : Instant Karma (en) de lui-même
- 2001 : American Outlaws de Les Mayfield
- 2007 : À vif de Neil Jordan
- 2009 : Open Graves d'Álvaro de Armiñán

### Télévision

#### Séries télévisées
- 1985 : Otherworld (en) (8 épisodes) (également narrateur et producteur exécutif)
- 1989-1992 : Super Force (33 épisodes) (également producteur exécutif, et réalisateur de 3 épisodes)
- 1994 : Dead at 21 (en) (12 épisodes) (également producteur exécutif)
- 2001-2002 : Witchblade (3 épisodes)

#### Téléfilms
- 1986 : Annihilator, le destructeur (également producteur exécutif)
- 1998 : Inferno (également producteur)
- 2000 : At Any Cost (également producteur)

## Discographie

### En tant que Rod Taylor
- 1973 : Rod Taylor (Asylum Records)

### En tant que Roderick Falconer
- 1976 : New Nation (United Artists Records)
- 1977 : Victory in Rock City (United Artists Records)
- 1980 : Straight (Metronome Musik Allemagne)
- 1984 : Rules of Attraction (MCA)

## Poésie
- Florida East Coast Champion (photos par Annie Leibovitz)
- The Sex Life of Fire